# Liisi Otermaová
Liisa Otermaová (6. ledna 1915, Turku - 4. dubna 2001, Turku) byla finská astronomka, první žena, která získala titul PhD v oboru astronomie ve Finsku (roku 1955).
Vystudovala astronomii na univerzitě v Turku. Roku 1962 se zde stala profesorkou. Objevila, nebo se podílela na objevu, tři komety, včetně periodické komety 38P/Stephan-Oterma a 39P/Oterma, 200 asteroidů a 54 planetek a je tak na 153. místě historického žebříčku Minor Planet Center.
Je po ní pojmenována planetka 1529 Oterma, kterou objevil finský astronom Yrjö Väisälä, učitel Liisi z univerzity v Turku, roku 1938.